# 新北市區公車895路線
新北市區公車895路線，由欣欣客運營運。起點為南勢角，終點為捷運公館站。

## 簡介
- 2013年4月15日正式行駛「大鵬新村－捷運公館站」。[1][2]
- 2025年2月14日起【捷運公館站】(近基隆路設站區)更名為【水源市場】。[3]
- 2025年4月14日起調整班次[4][5]

## 歷史車輛照片集

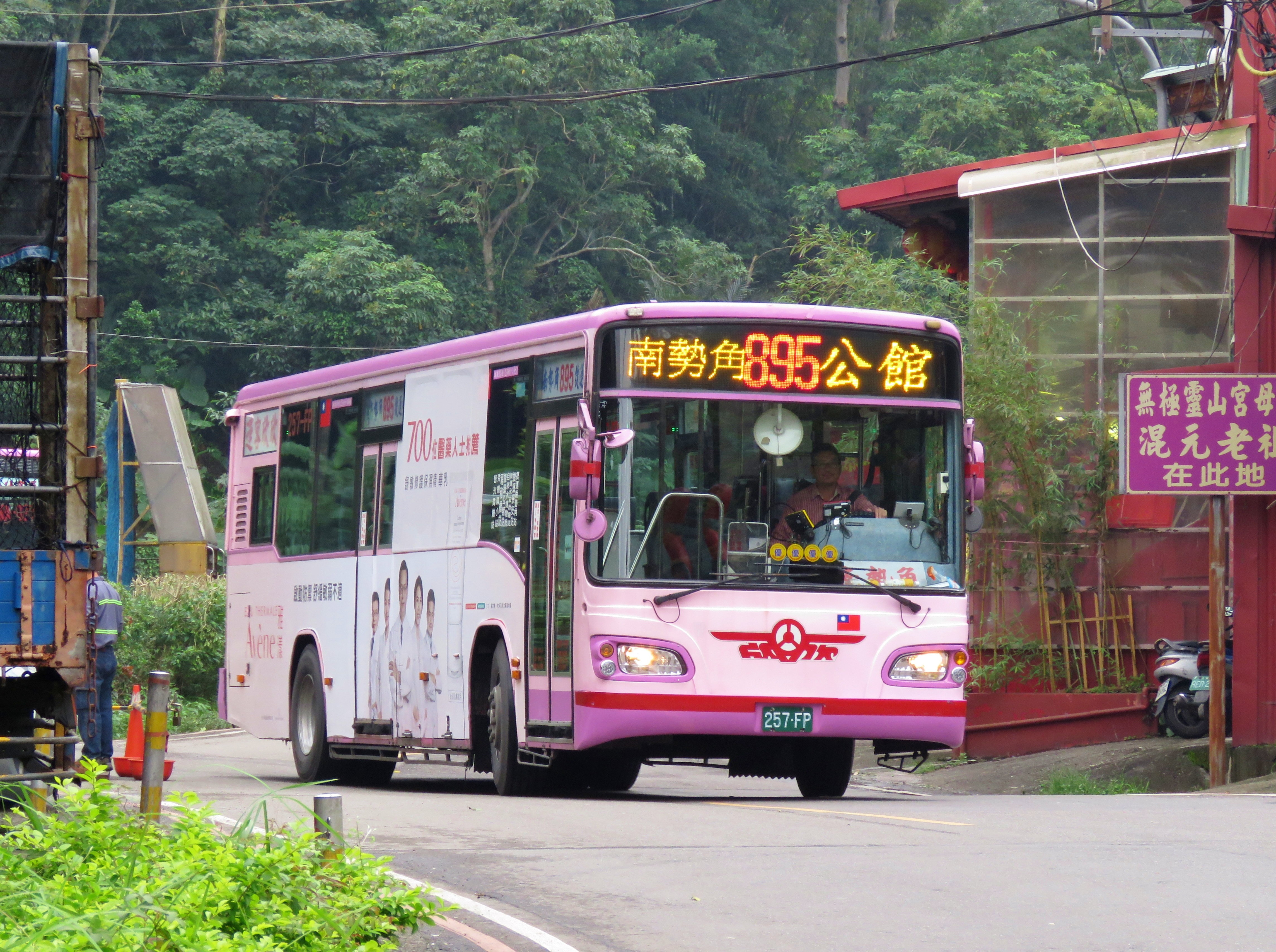